# 自律型致死兵器システム

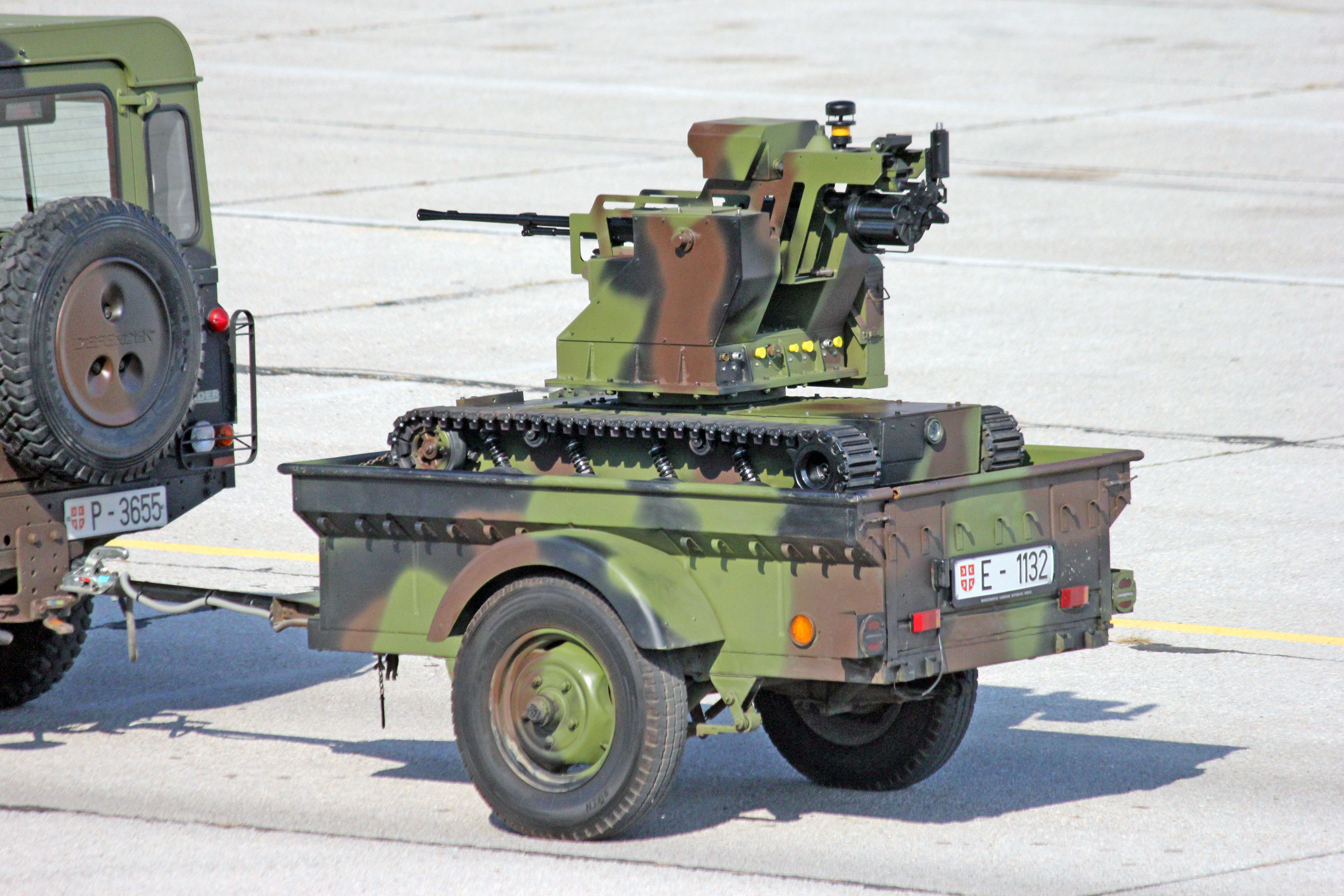
追跡戦闘ロボット「Miloš」を搭載したセルビアのランドローバー・ディフェンダー牽引トレーラー

自律型致死兵器システム（じりつがたちしへいきシステム、英語: Lethal autonomous weapons systems (LAWS), Lethal autonomous weapon）は、人工知能（AI）を搭載し、人間を介さずに標的を判断し殺傷を判断する無人兵器。自律兵器、AI兵器、ロボット兵器、キラーロボット、殺人ロボットとも。

## 概要
自動兵器は、兵器の自動化(automation)の形で既に実装されているが、これに対し自律化された兵器は、兵器単体を指すのではなく、自律化されたシステムのもとで運用される兵器を意味する。まだ明確な定義や規制の枠組みがなく、イスラエルを初め、アメリカ、ロシア、中国などが開発を急いでいる。この兵器システムは、まだ開発途上であり、配備されていないとされるが、国連報告書によれば、2020年リビア内戦の春ごろの戦闘で暫定政府軍が、自律型致死兵器システムを使用した疑いが持たれている。
2017年に、国連に対してLAWSの禁止を求める書簡に日本人で唯一署名したロボット工学の専門家広瀬茂男（東工大名誉教授）は「かつては将棋ではAIは人間に勝てないと言われていたが、最近は多くのルールを理解し人間に勝利するようになってきた。以前のロボットは、ある入力をすれば、決まった答えを出力するだけだったが、複雑な思考過程を作り出すAIができても不思議ではなく一部では実現している」とし、自動車の自動衝突回避技術に見るように、人間を探知・認識して衝突を回避する能力を持つということは、『回避』を『攻撃』というコードに書き換えるだけで、敵対する民族など特定のグループを狙い撃ちすることも可能であり、「利点は欠点にもなる」と発言した。しかし「アメリカの銃規制問題同様、善良な市民は銃を捨てるとしても、悪意を持つ人間は銃を隠し持つ過渡期が必ず出る。すると、治安はかえって乱れるのと同様に、AI兵器やLAWSの規制も、構図は似ている」と話した。
日本政府は「人間の関与が及ばない完全自律型の致死性兵器」の開発を行う意図はないと表明している。また「人間の関与が確保された自律性を有する兵器システム」には意義があると認識している。

## LAWSに関する政府専門家会合（GGE）
2017年11月、特定通常兵器使用禁止制限条約（CCW）の枠組みの下、LAWSに関する第1回政府専門家会合が開催され、同システムに関する国際社会の共通認識の形成を目指す目的で、技術、軍事的効果、法律・倫理などに関し議論が行われた。
2018年4月に第2回GGE、8月に第3回GGEが開催され、LAWSの特徴やその使用における人間の関与、国際人道法上の課題等について議論が行われた。日本からは髙見澤將林（のぶしげ）軍縮代大使を団長として外務省、防衛省関係者らが出席。会合最終日には、議長報告書が採択され、2018年の議論の概要が取りまとめられるとともに、2019年もCCWの枠組みで議論を継続することが提言された。議長報告書は、2018年11月にCCW締約国会議（ジュネーブで開催）において承認され、2019年のGGEが3月25日-29日、8月20日-21日に開催されることが決定された。

## 日本の立場
完全自律型の致死性を有する兵器を開発しない。有意な人間の関与が確保された自律型兵器システムについては、ヒューマンエラーの減少や、省力化・省人化といった安全保障上の意義がある、とし以下の基本方針を示している。